# ホスト (ネットワーク)
ネットワークホスト（Network host）（単にホストとも）は、コンピュータネットワークに接続されたコンピュータもしくはその他のデバイス。ネットワークホストはネットワーク上のユーザや他のノードに対して、データベース、各種サービス、アプリケーションを提供する。ネットワークホストとは、ネットワーク層（OSI参照モデルの第3層）のホストアドレスを割り振られたネットワークノードである。
インターネット・プロトコル・スイートを用いたネットワークに接続するコンピュータは、「IPホスト」と呼ばれることもある。特に、インターネットに接続しているコンピュータは「インターネットホスト」「インターネットノード」と呼ばれる。インターネットホストとその他のIPホストは、そのネットワーク・インターフェースに一つ以上のIPアドレスが割り振られる。このアドレスの設定は、システム管理者が手動で、あるいはDHCPサーバで自動的に、あるいはステートレスアドレス自動設定で行われる。
各ネットワークホストは物理的なネットワークノード（いわゆるネットワークデバイス）であるが、全ての物理的なネットワークノードがホストであるとは限らない。モデム、ハブ、スイッチングハブのようなネットワークデバイスは（システム管理用の例外を除けば）ホストアドレスを持たず、ネットワークホストとはみなされない。ネットワークプリンタやルーターは、IPアドレスを持つものの一般用途のコンピュータではないため、ホストとみなされないことがある。
クライアントサーバモデルで使われるネットワークホストは、サーバかクライアントに分類される。ピア・ツー・ピアで使われるネットワークホストは、それぞれ同等の方法でリソースを共有・使用する。

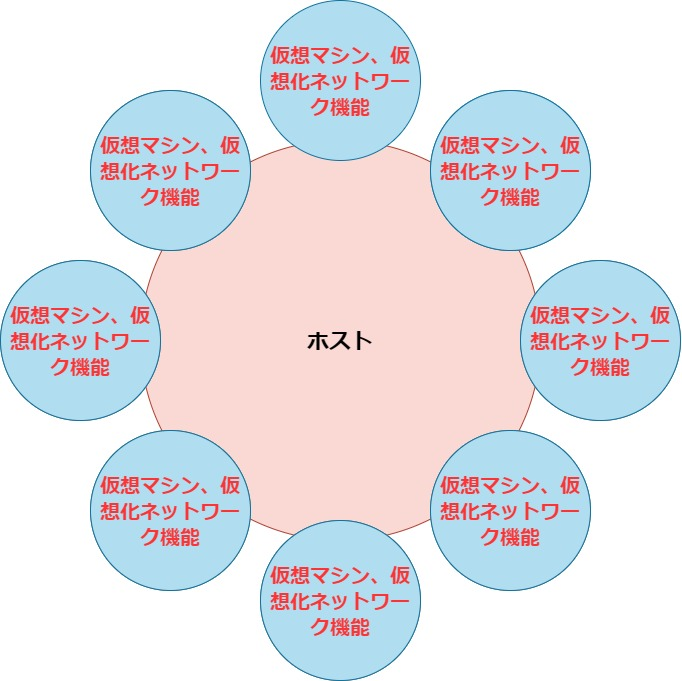
単一のコンピューティングホストまたはネットワークホストで複数の仮想マシンをホストでき、各仮想マシンで単一のVNFをホストできる。

単一のホストで複数のマシンをホストでき、各仮想マシンで単一のVNFをホストできる。

## 起源とコンセプト
オペレーティングシステムにおいて伝統的に「ターミナルホスト」とは、端末にサービスを提供するマルチユーザーのコンピュータやソフトウェア、あるいは自身より小さく低機能のデバイスに対してサービスを提供するコンピュータを指す。例として、テレタイプ端末やディスプレイ端末が接続するメインフレームコンピュータがある。他の例としてTelnetホスト（Telnetサーバ）やxhost（X Window System）がある。
「インターネットホスト」あるいは単に「ホスト」という用語は、インターネットとその前身であるARPANETの規格を定めたRequest for Comments (RFC) 文書の多くで使われている。ARPANETの発展途上において、ネットワークに接続したコンピュータは一般にメインフレーム・コンピュータ・システムであり、それにはシリアルポートで接続した端末からアクセスできた。それらのダム端末は、ソフトウェアを入れたり自身で演算処理する能力が無かったので、それらはホストとみなされなかった。それらの端末は、シリアルインターフェースや回線交換ネットワークを介してターミナルホストに接続したが、IPベースのネットワークに接続したわけではなく、IPアドレスは割り振られなかった。しかし今日におけるIPホストは、ターミナルホストとして動作できない場合もある。
RFC 871 はホストを、「ネットワークに参加している複数のオペレーティングシステムと共にリソースを共有するべく」コミュニケーション・ネットワークに接続した一般用途のコンピュータシステムと定義している。